# 德绍
德绍（德語：Dessau）是位于德国萨克森-安哈尔特州穆尔德河和易北河交汇处的一个城市，人口约7.8万（2006年）。1926年格羅佩斯在德紹建造設計的包豪斯新校舍，是現代主義建築經典。
2007年7月1日，德绍与罗斯劳合并成立德绍-罗斯劳。

## 历史
2016年的李洋洁遇害案发生在这里。